# Cahuasquí
Cahuasquí ist eine Parroquia rural („ländliches Kirchspiel“) im Kanton San Miguel de Urcuquí der ecuadorianischen Provinz Imbabura. Die Parroquia besitzt eine Fläche von 110,70 km². Die Einwohnerzahl lag im Jahr 2010 bei 1813. Etwa 97 Prozent der Bevölkerung sind Mestizen.

## Lage
Die Parroquia Cahuasquí liegt in den westlichen Anden im Norden von Ecuador. Das Gebiet liegt in Höhen zwischen 1660 m und 4400 m. Es umfasst das obere und mittlere Einzugsgebiet des Río Palacara. Dessen rechter Nebenfluss Río Pablo Arenas begrenzt das Areal im Süden. Der etwa 2370 m hoch gelegene Hauptort befindet sich 10,5 km nördlich vom Kantonshauptort Urcuquí sowie 20,5 km nordnordwestlich der Provinzhauptstadt Ibarra.
Die Parroquia Cahuasquí grenzt im Nordosten an die Parroquia La Carolina (Kanton Ibarra), im äußersten Osten an die Parroquia Salinas (ebenfalls im Kanton Ibarra), im Südosten an die Parroquia Pablo Arenas, im Südwesten an die Parroquia San Blas sowie im Nordwesten an die Parroquia La Merced de Buenos Aires.

## Orte und Siedlungen
In der Parroquia gibt es neben dem Hauptort (cabecera parroquial) Cahuasquí folgende Comunidades: Guañibuela (300 Einwohner), San Francisco de Sachapamba (280 Einwohner), Pugarán (105 Einwohner) und La Florida (25 Einwohner).

## Geschichte
Die Parroquia Cahuasquí wurde am 18. Dezember 1513 (fecha de creación) gegründet. Am 9. Februar 1984 wurde die Parroquia dem neu geschaffenen Kanton San Miguel de Urcuquí zugeschlagen.